# آزنوادزور
آزنوادزور (به ارمنی: Ազնվաձոր) یک روستا در ارمنستان است که در استان لوری واقع شده‌است. آزنوادزور در ۴ کیلومتری شمالشرق وانادزور، مرکز استان لوری واقع شده است.

## خصوصیات
آزنوادزور  ۴۷۳ نفر جمعیت دارد و در ارتفاع ۱۶۷۵ متر بالاتر از سطح دریا قرار گرفته است.
| سال   | ۱۸۳۱ | ۱۸۹۷ | ۱۹۲۶ | ۱۹۳۹ | ۱۹۵۹ | ۱۹۷۰ | ۱۹۷۹ | ۱۹۸۹ | ۲۰۰۱ | ۲۰۰۴ |
| جمعیت | ۳۳   | ۳۹۳  | ۷۰۶  | ۸۲۲  | ۶۲۴  | ۱۰۴۱ | ۱۰۹۱ | ۷۰۶  | ۴۷۳  | ۲۵۵  |